# Ледяхов Ігор Анатолійович
Ігор Ледяхов (рос. Игорь Анатольевич Ледяхов, нар. 22 травня 1968, Сочі) — російський футболіст, півзахисник. По завершенні ігрової кар'єри — футбольний тренер.
Як гравець насамперед відомий виступами за московський «Спартак» та «Спортінг» (Хіхон), а також національну збірну Росії.
Триразовий чемпіон Росії. Володар Кубка СРСР. Володар Кубка Росії.

## Клубна кар'єра
У дорослому футболі дебютував 1988 року виступами за команду клубу «СКА (Ростов-на-Дону)», в якій провів два сезони, взявши участь у 64 матчах чемпіонату.
Згодом з 1990 по 1994 рік грав у складі команд клубів «Дніпро» (Дніпропетровськ), «Ротор» та «Спартак» (Москва).
Своєю грою за останню команду привернув увагу представників тренерського штабу клубу «Спортінг» (Хіхон), до складу якого приєднався 1994 року. Відіграв за клуб з Хіхона наступні п'ять сезонів своєї ігрової кар'єри. Більшість часу, проведеного у складі хіхонського «Спортінга», був основним гравцем команди.
Протягом 1998—1998 років захищав кольори команди клубу «Йокогама Флюгелс».
1994 року повернувся до клубу «Спортінг» (Хіхон). Цього разу провів у складі його команди вісім сезонів.
До складу нижчолігового іспанського клубу «Ейбар» приєднався 2002 року. Відіграв за клуб з Ейбара 19 матчів в національному чемпіонаті, після чого вирішив завершити виступи на футбольном у полі.

## Виступи за збірну
1992 виступав за збірну СНД, у складі якої взяв участь у чемпіонаті Європи 1992 року у Швеції.
Того ж 1992 року дебютував в офіційних матчах у складі новоствореної національної збірної Росії. Провів у формі головної команди країни 8 матчів.
У складі збірної був учасником чемпіонату світу 1994 року у США.

## Кар'єра тренера
Розпочав тренерську кар'єру, повернувшись до футболу після невеликої перерви, 2008 року, увійшовши до тренерського штабу клубу «Спартак» (Москва), в якому працював на різних тренерських позиціях.
Наступним місцем тренерської роботи був клуб «Шинник», команду якого Ігор Ледяхов очолював як головний тренер 2010 року.
З 2011 року знову працює з московським «Спартаком» на позиції асистента головного тренера.

## Титули і досягнення
- Чемпіон Росії (3):

«Спартак» (Москва): 1992, 1993, 1994
- Володар Кубка СРСР (1):

«Спартак» (Москва): 1992
- Володар Кубка Росії (1):

«Спартак» (Москва): 1994